# Giovanni Galbaio
Giovanni Galbaio est le 8e doge de Venise élu en 787.

## Biographie
Giovanni Galbaio n'est pas élu, comme il est d'usage chez les Doges, mais il hérite de la charge de son père, étant déjà corégent au moment de la mort de celui-ci. Son obsession est la vengeance à l'encontre du patriarche de Grado, Giovanni IV, responsable de l'expulsion des commerçants vénitiens de Pentapole, ce qui les exclut du commerce dans le haut de l'Adriatique. Il doit aussi veiller aux prétentions des Francs qui, ayant déjà l'Istrie, ont pour intention d'annexer les implantations vénitiennes dans la lagune. En outre, de Byzance n'arrive aucune aide, l'impératrice Irène étant occupée, sans succès, à organiser une alliance matrimoniale avec Charlemagne: sur demande de Giovanni, Irène accepte de nommer corégent le fils de celui-ci, Maurizio, comme auparavant son père l'avait fait avec lui.
La rupture définitive entre le pouvoir politique et religieux se produit vers 797, quand le doge Giovanni nomme, comme il en a le droit, un grec du nom de Cristoforo Damiata, évêque de Olivolo. Giovanni IV s'oppose à l'élection, prétextant le jeune âge du garçon et se refuse à consacrer le nouvel évêque. Il en naît un important désaccord et le patriarche entre en rébellion ouverte. En 802, le Doge organise une attaque surprise de Grado pour enlever le patriarche, commandée par son fils Maurizio: lequel le tue en le jetant d'une tour et en le décapitant. Le neveu du patriarche, Fortunato da Trieste, est élu à sa place qui cherche immédiatement à renverser le Doge, regroupant autour de lui la majorité du parti des pro-francs. Découverts, les conjurés fuient à Trévise pour se mettre sous la protection de Charlemagne.
En 803 une insurrection partie de Malamocco, désormais la base arrière du parti pro-franc, dépose Giovanni et Maurizio, contraignant le père et le fils à la fuite vers Mantoue auprès de la cour de Charlemagne où le patriarche Fortunato était déjà arrivé. Privé d'un quelconque appui impérial, les deux hommes meurent probablement à Mantoue.

## Source
- (it) Cet article est partiellement ou en totalité issu de l’article de Wikipédia en italien intitulé « Giovanni Galbaio » (voir la liste des auteurs).